# Den Helder
Den Helder (AFI: /dɛn ˈɦɛldər/; ) è una municipalità dei Paesi Bassi di 57 454 abitanti (dato del 1º gennaio 2010) situata nella provincia dell'Olanda Settentrionale.
Den Helder, se si esclude l'isola di Texel, è il comune più settentrionale della provincia. Il capo su cui si trova il comune è chiamato de Kop van Noord-Holland ovvero Noordkop. La superficie del comune è pari a 178,83 km².
La maggior parte degli abitanti del comune abita proprio nel centro abitato che porta lo stesso nome (più o meno 44 000 abitanti).
Le parti più importanti della città sono "Nieuw-Den Helder", "De Schooten" e il centro storico (de Helderse binnenstad).
Il resto della popolazione del comune abita in altri centri abitati come Julianadorp (attorno a 15 000 abitanti) e Huisduinen (attorno ai 1 000 abitanti) ormai considerati sobborghi della città dato che si trovano molto vicini alla città di Den Helder. Huisduinen è una zona più antica di Den Helder; il nucleo abitato principale fu costruito solo in seguito e chiamato "Den Helsdeur" (traduzione: la porta dell'inferno, da cui in seguito Den Helder), perché la città, grazie alla sua posizione strategica, fu un inferno per le navi dei nemici che volevano entrare il Zuiderzee.
Alla fine il nome si trasformò in "Den Helder".
In epoca francese fu costruito il porto della marina, tuttora porto principale della marina olandese e uno dei principali datori di lavoro per la popolazione.
Il faro di Den Helder si chiama Lange Jaap e si trova nella parte di Huisduinen. Questo faro (di ghisa) è il più alto d'Europa (63,45 m).

## Storia
La notte del 23 gennaio 1795 la divisione di cavalleria dell'esercito rivoluzionario francese, al comando del generale Jan Willem de Winter, occupò la cittadina catturando anche la flotta olandese, bloccata dai ghiacci nella rada.

## Base navale
Il porto di Den Helder ospitava una base navale già nel XVIII secolo. L'imperatore Napoleone Bonaparte, in visita a Den Helder nel 1811, rimase colpito dalla posizione strategica della città e ordinò la costruzione di un forte (Kijkduin) e i cantieri navali (Willemsoord). Le banchine sono state costruite negli anni 1813-1827.
Nel 1947 una commissione di nomina governativa scelse Den Helder come principale base della Marina reale olandese. Il progetto definitivo del nuovo porto fu approvato nel 1948 e il costo stimato in 29 milioni di fiorini. I lavori iniziarono nel 1949. Il 2 luglio 1954, la parte occidentale del porto fu ufficialmente inaugurata con la Hr.Ms. Karel Doorman, l'unica portaerei in servizio nei Paesi Bassi. Il resto della base fu terminato nel 1958.

## Sport
Ad alti livelli Den Helder viene rappresentata dai Den Helder Seals squadra di pallacanestro che gioca nella FEB Eredivisie, la Lega della pallacanestro olandese.